# Wilhelmine von Sagan

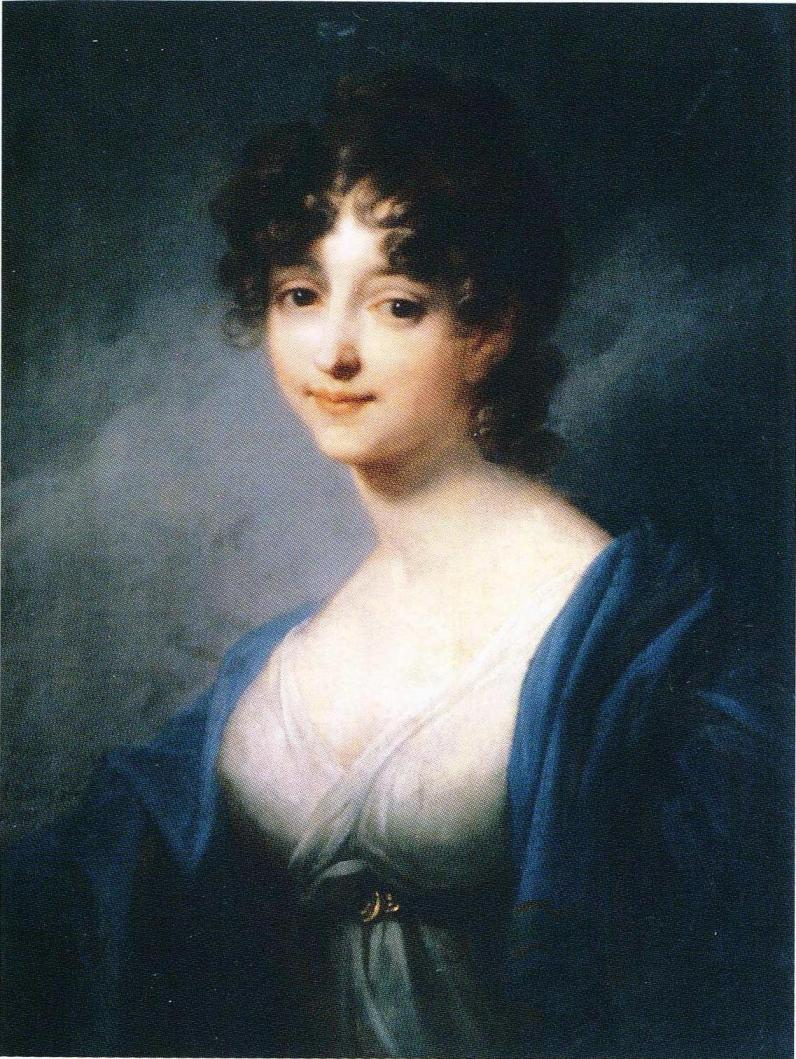
Wilhelmine von Sagan

Katharina Friederike Wilhelmine Benigna (Mitau (Hertogdom Koerland en Semgallen), 8 februari 1781 – Wenen (Keizerrijk Oostenrijk), 29 november 1839), prinses van Koerland, hertogin van Sagan was een Duitse adellijke. Ze is vooral bekend vanwege haar verhouding met de Oostenrijkse staatsman Klemens von Metternich.

## Biografie
Wilhelmine was het eerste kind van Peter Biron, de laatste hertog van Koerland en zijn derde vrouw Anna Charlotta Dorothea von Medem. Ze had nog drie jongere zusters en een broertje dat jong overleden is. Ze groeide op in Mitau, de hoofdstad van het hertogdom. In 1795 werd haar vader gedwongen om zijn rijk op te geven nadat het geannexeerd werd door het Keizerrijk Rusland. De familie verhuisde naar het Silezische hertogdom Sagan, dat in 1785 door Peter gekocht werd. Na de dood van haar vader in 1800 erfde Wilhelmine het hertogdom.
Ze werd verliefd op de Finse generaal Gustaf Armfelt, die veel ouder was en bovendien een minnaar van haar moeder. De geheime relatie resulteerde in de geboorte van een onwettige dochter genaam Adelaide Gustava Aspasia (1801-1881), die in het geheim geboren werd te Hamburg op 13 januari 1801. De bevalling was zwaar en door de incompetentie van een vroedvrouw kon ze hierna geen kinderen meer krijgen. Ze stond haar kind af ter adoptie aan een familielid van Armfelt en zag haar nooit meer. Ter bescherming van haar reputatie regelde Armfelt een huwelijk met de Franse edelman Louis de Rohan (1768-1836). Het huwelijk hield geen stand en eindigde in een scheiding in 1805. Datzelfde jaar hertrouwde ze nog met Vasili Troebetskoj, maar een jaar later eindigde ook dat huwelijk in een scheiding.
In Wenen opende ze een salon dat bezocht werd door de hoogste adel. Aangezien ze een aantrekkelijke vrouw was kreeg ze zo verhoudingen met vele aristocraten. Hoewel ze Metternich al in 1801 ontmoet had kregen de twee pas in 1813 een verhouding. De passie tussen de twee werd gedocumenteerd in 600 brieven die in 1949 ontdekt werden. In de brieven worden ook de diplomatieke beslissingen beschreven die Metternich nam.
Moderne historici vermoeden dat Wilhelmine druk uitoefende op Metternich om een anti-Franse houding aan te nemen. De onderhandelingen in 1813 die leidden tot een oorlog tegen Napoleon werden gevoerd in een van haar huizen. De verhouding eindigde bij het Congres van Wenen omdat zij niet langer de minnares wilde zijn, aangezien Metternich getrouwd was. Van 1819 tot 1828 was ze getrouwd met prins Karl Rudolf von der Schulenburg, maar ook dit huwelijk eindigde in een scheiding.